# سیاه‌کمان
قلهٔ سیاه کمان یکی از قله‌های بلند منطقهٔ کوهستانی تخت‌سلیمان در رشته‌کوه البرز است که در استان مازندران و شهرستان کلاردشت واقع شده‌است. این قله در در سمت شرقی علم کوه و در جناح شمالی منطقۀ تخت سلیمان در کنار سرچشمهٔ رودخانهٔ سرد آبرود کلاردشت واقع گردیده‌است.

## موقعیت جغرافیایی
سیاه کمان سمت شرقی قلهٔ علم‌کوه و جناح شمالی منطقهٔ کوهستانی تخت سلیمان قرار دارد که این منطقه با تعداد زیادی قلۀ بالای ۴٬۰۰۰ متر، یکی از بلندترین ناحیه‌های البرز مرکزی است که از شمال به چالوس تا تنکابن، از غرب به درهٔ سه هزار تنکابن، از جنوب به طالقان و الموت و از شرق محدود به درۀ چالوس است.

## عارضه‌نگاری (توپوگرافی)
سیاه‌کمان از مهم‌ترین و مرتفع‌ترین قله‌های خط‌الرأسی است که توسط گردنه‌ای مرتفع به همین نام به قلهٔ چالون از سمت جنوب متصل می‌شود. در جناح شرقی قله، یخچال کمان‌چال و در جناح غربی آن در رودخانهٔ نفت‌چاک (نفت‌چال) قراردارد. سیاه‌کمان از شمال با شیب بسیار تندی به درهٔ رودخانهٔ سردآبرود و بریر می‌رسد.